# Marian Nejneru
Marian Nejneru (n. 25 februarie 1984 în Galați) este un fundaș ce evoluează din 2007 Gloria Buzău. A mai jucat la Dunărea Galați între anii 2004-2007. 